# Parma obecná
Parma obecná (Barbus barbus) je nedravá sladkovodní ryba z čeledi kaprovitých.

## Popis
Parma je svojí morfologií a anatomií uzpůsobena k životu v tekoucích vodách, zejména u dna. Má štíhlé, válcovité tělo. Hlava je mírně zploštělá, protažená v poměrně dlouhý rypec s masitou tlamou ve spodním postavení. Spodní ret je tlustý se středním zduřelým polštářkem. Tlama je vybavená čtyřmi silnými vousky, dvěma kratšími maxilárními a dvěma delšími mandibulárními. Ústa jsou ozubená, potravu zpracovávají požerákové kosti, které mají u parmy tři řady robustních požerákových zubů. Parma má homocerkní ocasní ploutev a cykloidní typ šupin. Dorůstá obvykle do délky 50 cm a hmotnosti 1–2 kg. Největší exempláře však mohou měřit až 100 cm a vážit i 10 kg. Parma se může dožít i více než 20 let.
Mladé ryby jsou obvykle šedé a skvrnité. Dospělci jsou typicky tmavě hnědí, bronzoví, olivově zelení nebo šedí s bledým spodkem těla. U dospělých samců jsou typicky pozorovatelné charakteristické červené nebo oranžové ploutve. Ocasní laloky jsou asymetrické, spodní lalok je zaoblený a mírně kratší než špičatý horní lalok. Šupiny jsou oválné a jemně zpevněné, kvůli silnému proudu, ve kterém parmy žijí. V úplné postranní čáře je 58–62 šupin. O jejím mase se traduje že není dobré, ale hodně záleží na úpravě, má libovější a chutnější maso například než kapr, ale její vnitřnosti jsou jedovaté.

## Rozšíření a ekologické nároky
Parma obývá střední pásma řek (tzv. parmové pásmo), a to úseky s tvrdým kamenitým nebo štěrkovitým dnem. Má sklony tvořit hejna a koncentrovat se v úsecích s optimálním charakterem proudění nebo pod jezy.  Pravidelně se vyskytuje i v pomalejších řekách a byla úspěšně vysazena do stojatých vod. Pro své nároky na množství rozpuštěného kyslíku ve vodě je využívána jako indikátor kvalitního prostředí. Lze ji najít v podstatě na celém území České republiky, ačkoliv v některých oblastech je vzácná a celoročně hájená (například na všech revírech Jihočeského územního svazu, na revíru Svitava 1 a nově také na revírech Berounka 1 a 2). Kromě střední Evropy se parma přirozeně vyskytuje také v severní a východní Evropě, přičemž sahá od Pyrenejí a Alp na sever po Litvu, Rusko a oblast severního Černomoří.

## Způsob života a potrava
Parma obecná žije v početných hejnech a je typickou rybou dna. Žije aktivním způsobem, potravu vyhledává v proudech a při jejím shánění je díky silnému rypci schopná obracet i větší kameny. K detekci potravy používá také hmatové vousky. Parmy jsou aktivní ryby a často překonávají delší vzdálenosti za relativně krátkou dobu. Jednotlivci se mohou přemístit 16 až 68 km za rok, průměrný denní pohyb je u parem poté 26 až 139 metrů.
Parma je všežravý druh s širokým spektrem potravy. Živí se larvami vodního hmyzu, měkkýši, korýši, drobnými rybami, ale také vodními rostlinami a detritem. Důležitou složkou potravy mladých ryb jsou rozsivky pokrývající kameny a larvy komárů. Dospělci obvykle loví v noci, mohou však lovit i během dne v bezpečí hlubších vod. Aktivnější se stává při vyšším stavu vody, kdy sbírá živočichy splavené ze zatopených míst.

## Rozmnožování
Samec dosahuje pohlavní dospělosti po 3 až 4 letech, samice po 5 až 8 letech. U samců můžeme během tření pozorovat výrazně naoranžovělé až načervenalé ploutve a třecí vyrážku na hlavě a zátylku. Tření probíhá mezi květnem a pozdním červnem na většině řek, kdy se skupiny samců shromažďují v mělké vodě ve snaze získat partnerky. Samci jsou během tření velmi aktivní a provádějí různé projevy chování, aby samice přitáhli. Migrace proti proudu k dosažení třecích míst obvykle probíhá mezi březnem a květnem v závislosti na teplotě vody. Ke tření dochází při teplotách 12–23 °C. Samice produkují 8 000 až 12 000 vajec na kilogram tělesné hmotnosti, která jsou oplozena samci při uvolňování a ukládána do mělkých jamek ve štěrku na dně řeky. Líhnou se okolo osmého dne od nakladení. Po vylíhnutí se objeví larvy, které jsou velmi malé a živí se ze žloutkového váčku. Vysoké množství jemného sedimentu může být škodlivé pro vajíčka a larvy parem, pokud obsah písku přesáhne 30 %, dochází ke zpoždění vylíhnutí. Parmy se mohou třít vícekrát v zajetí, a existují i důkazy o vícečetném tření jak jedinců, tak i populace, v divokých řekách. Líhnou se okolo osmého dne od nakladení.

## Paraziti
Mezi nejčastější parazity patří například motolička kapří ze třídy motolice, nebo Pomphorhynchus leavis z kmene vrtejšů.

## Sportovní význam
Parma je poměrně ceněnou sportovní rybou, ačkoliv její maso není příliš kvalitní. Je to dáno její velkou bojovností — i malá parma dokáže obratně využívat proudů.
Loví se zejména na plavanou, položenou a dnes také na feeder, lze ji chytit také při lovu přívlačí.